# Chevrolet Captiva
La Chevrolet Captiva è un SUV di Segmento D, prodotto dall'ex costruttore coreano Daewoo e commercializzata in tutto il mondo col marchio Chevrolet in seguito all'acquisizione di Daewoo da parte di General Motors dal 2006 al 2018.

## Il contesto

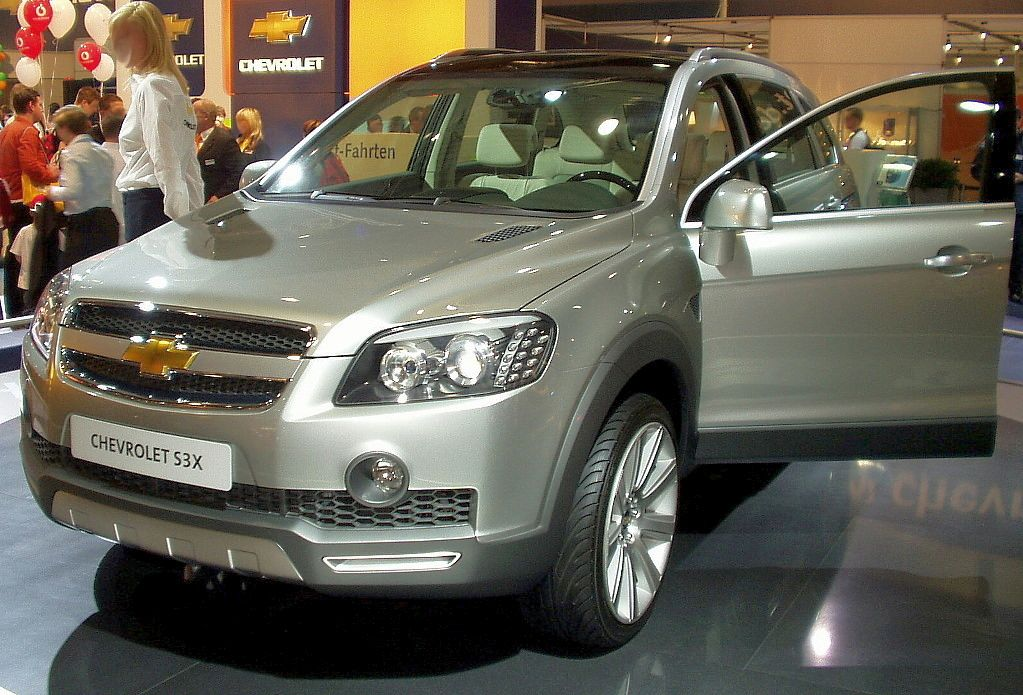
Il concept Chevrolet S3X (2004)

La sua linea è mutuata dal prototipo Chevrolet S3X, presentato nel 2004, nell'ultima fase dell'acquisizione del produttore coreano da parte di GM. Tuttavia in Corea è stata commercializzata col marchio Daewoo fino al 2011 col nome di Daewoo Winstorm, anno in cui, oltre all'arrivo del restyling, il marchio Daewoo, in Corea, viene sostituito con il marchio globale Chevrolet.
Viene anche commercializzata dalla consociata australiana di GM Holden come Holden Captiva.
La Captiva è equipaggiata con 2 unità a benzina e una a gasolio. Le due benzina sono un 4 cilindri in linea di 2405 cm³ in grado di sviluppare 136 CV, e un 6 cilindri a V di 3195 cm³ in grado di sviluppare 227 CV. Il Diesel prima del restyling è progettato in partnership con la italiana VM Motori, ma prodotto in Sud Corea ed è un 4 cilindri in linea di 1991 cm³, capace di 150 CV. Questo motore è stato utilizzato in quanto Captiva e Opel Antara sono prodotte in Russia, perciò non avrebbero potuto utilizzare il 4 cilindri 1910 cm³ Fiat-GM poiché tale motore, secondo gli accordi, poteva essere utilizzato per auto realizzate nella Comunità Europea.
Dopo il restyling del 2011 il Suv è stato dotato del nuovo 2,2 Diesel di 2231 cm³ nelle versioni da 163 CV e 350 Nm di coppia o 184 CV e 400 Nm sviluppato dalla GM Powetrain di Torino, derivazione del motore VM a sua volta modificato con una cilindrata pari a 1998 cm³ con 163 CV e 360 Nm di coppia che, però, non viene più utilizzato.
La Captiva è disponibile in varianti a 5 e 7 posti, e a 2 o 4 ruote motrici e condivide l'intera scocca, tutta la meccanica, parte della carrozzeria e degli interni, con la Opel Antara, che viene fabbricata nella stessa catena di montaggio di San Pietroburgo (Russia). Per scelta commerciale dell'importatore la versione benzina da 2,4L è disponibile nella sola variante a 5 posti, mentre la versione a 2 ruote motrici non è disponibile.
Nel 2007 è stata sottoposta al crash test dell'Euro NCAP totalizzando il risultato di 4 stelle.
Nel 2010 insieme alla Opel Antara viene sottoposta a un restyling. La commercializzazione in Europa termina nel 2015 a causa dell'eliminazione del marchio Chevrolet in Europa (tranne Camaro e Corvette).

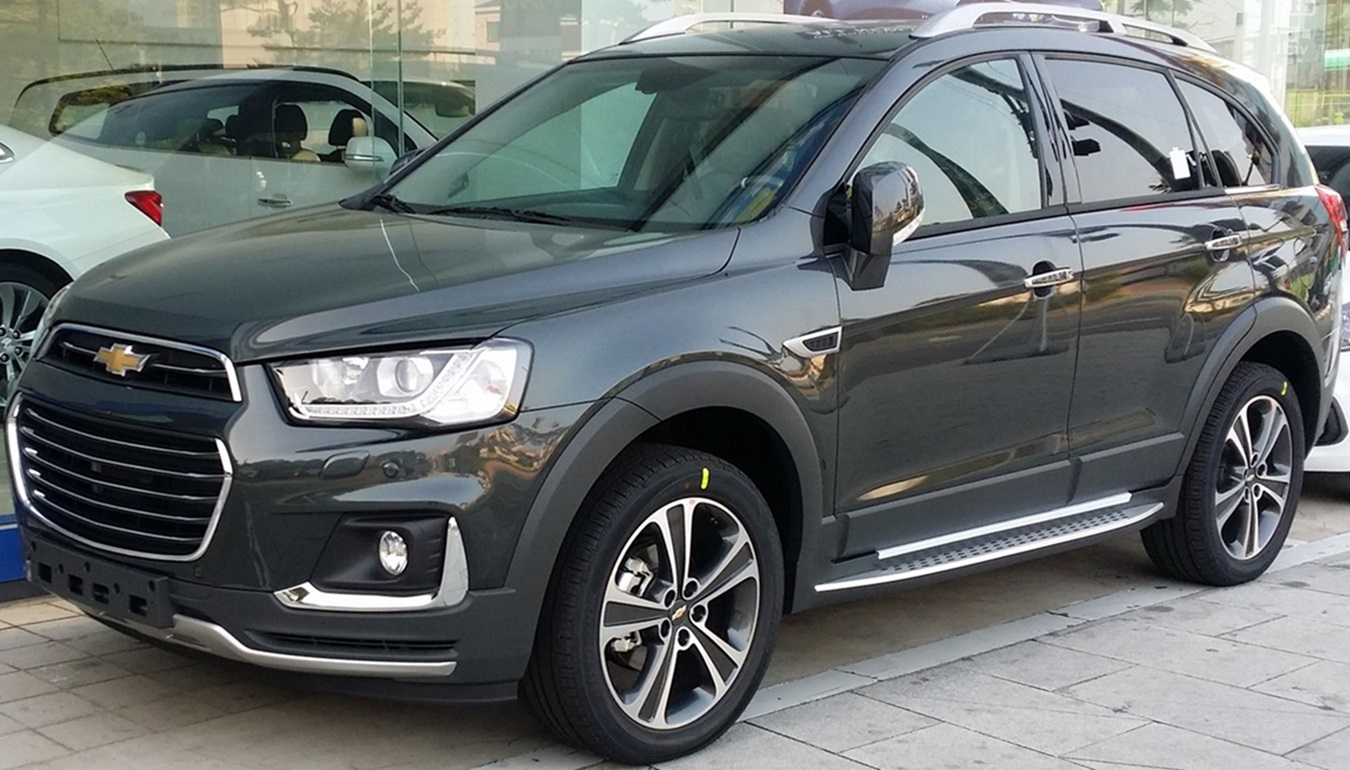
Captiva dopo il restyling 2015

Nel 2015 viene presentato al salone di Dubai un restyling che introduce nuova calandra e nuovo impianto multimediale. I motori vengono omologati Euro 6 e viene introdotto il Diesel 2.0 litri CDTI di origine Fiat prodotto da Opel in Germania. Il 2.0 litri CDTI sostituisce il vecchio 2.2 Diesel VM. Questa versione viene venduta in Asia, Russia, Australia e Sud America. Il motore 3,2 litri V6 viene pensionato.

## Motorizzazioni
In questa tabella sono inserite tutte le motorizzazioni per la Captiva disponibili nell'Italia.
| Modello | Disponibilità    | Motore  | Cilindrata | Potenza         | Coppia massima | Emissioni CO2 (g/km) | 0–100 km/h (secondi) | Velocità max (km/h) |
| Versioni a benzina |                  |         |            |                 |                |                      |                      |                     |
| 2.4 16V 4WD | dal 2006 al 2011 | Benzina | 2405       | 100 kW (136 CV) | 220 (Nm)       | 222                  | 11,5                 | 183                 |
| 2.4 16V 2WD | dal 2011 al 2013 | Benzina | 2394       | 123 kW (167 CV) | 230 (Nm)       | 210                  | 10,5                 | 1901                |
| 3.0 V6 4WD | dal 2011         | Benzina | 2997       | 190 kW (258 CV) | 288 (Nm)       | 244                  | n.d                  | n.d2                |
| 3.2 V6 4WD | dal 2007 al 2010 | Benzina | 3195       | 169 kW (230 CV) | 297 (Nm)       | 275                  | 8,8                  | 204                 |
| Versioni a gasolio |                  |         |            |                 |                |                      |                      |                     |
| 2.0 VCDi 2WD | dal 2008 al 2011 | Diesel  | 1991       | 93 kW (127 CV)  | 295 (Nm)       | 190                  | 11,7                 | 181                 |
| 2.0 VCDi 4WD | dal 2006 al 2011 | Diesel  | 1991       | 110 kW (150 CV) | 320 (Nm)       | 198                  | 11,3                 | 182                 |
| 2.2 VCDi 2WD | dal 2011         | Diesel  | 2231       | 120 kW (163 CV) | 350 (Nm)       | 164                  | 9,9                  | 189                 |
| 2.2 VCDi 4WD | dal 2011         | Diesel  | 2231       | 135 kW (185 CV) | 400 (Nm)       | 170                  | 9,6                  | 200                 |
| Versioni bi-fuel (a GPL) |                  |         |            |                 |                |                      |                      |                     |
| 2.4 16V 4WD Eco Logic | dal 2008 al 2009 | Benzina | 2405       | 100 kW (136 CV) | 220 (Nm)       | 222                  | 11,5                 | 1833                |
| 2.4 16V 2WD Eco Logic | dal 2009 al 2011 | Benzina | 2405       | 100 kW (136 CV) | 220 (Nm)       | 222                  | 11,5                 | 183                 |
| Note: 1Ancora in vendita all'estero 2In vendita in alcuni paesi europei come la Germania 3Fino alla fine del 2008 conosciuta come GPL |                  |         |            |                 |                |                      |                      |                     |